# Habsburg–Lotaringiai Lipót Lajos főherceg
Habsburg–Lotaringiai Lipót Lajos főherceg (németül Leopold Ludwig Maria Franz Julius Estorgius Gerhard Erzherzog von Österreich) (Milánó, 1823. június 6. – Hörnstein, ma: Hernstein, Alsó-Ausztria, 1898. május 24.), a Habsburg–Lotaringiai-házból származó osztrák főherceg, Rainer József főherceg, lombard–velencei alkirály legidősebb fia, császári és királyi tábornok és tengernagy, 1864–1868 között a Császári és Királyi Haditengerészet főparancsnoka (Oberkommandant der k.k. Marine).

## Élete

### Származása, testvérei
Lipót Lajos főherceg Milánóban, a Lombard–Velencei Királyság fővárosában született, 1823-ban. Édesapja Habsburg–Lotaringiai-ház főágából származó Rainer József osztrák főherceg (1783–1853) volt, a Lombard–Velencei Királyság alkirálya, I. Ferenc osztrák császár öccse, Lipót toszkánai nagyhercegnek, a későbbi II. Lipót német-római császárnak, magyar és cseh királynak (1747–1792) és a Bourbon-házból való Mária Ludovika spanyol infánsnőnek (1745–1792) fia.
Édesanyja Savoyai Mária Erzsébet Franciska carignanói hercegnő (Maria Elisabetta Francesca di Savoia-Carignano, 1800–1856) volt, Károly Albert szárd–piemonti király húga, Károly Emánuel Ferdinánd carignanói herceg (1770–1800) és Mária Krisztina szász–kurlandi hercegnő (1779–1851) leánya. Nyolc testvér közül Lipót Lajos főherceg született harmadikként, a fiúk közül elsőként:
- Mária Karolina Auguszta főhercegnő (1821–1844), nem ment férjhez, fiatalon meghalt.
- Mária Adelheid Franciska főhercegnő (1822–1855), Maria Adelaida néven szárd–piemonti királyné, II. Viktor Emánuel szárd–piemonti király első felesége.
- Lipót (Leopoldo) Lajos Maria Ferenc főherceg (1823–1898) altábornagy, nem nősült meg.
- Ernő (Ernesto) Károly Félix főherceg (1824–1899) altábornagy.
- Zsigmond (Sigismondo) Lipót Rainer főherceg (1826–1891) altábornagy, nem nősült meg.
- Rainer Ferdinánd (Ferdinando) főherceg (1827–1913) altábornagy, a Birodalmi Tanács (Reichsrat) elnöke, aki Mária Karolina Lujza Krisztina főhercegnőt (1825–1915) vette feleségül.
- Henrik (Enrico) Antal Mária főherceg (1828–1891), aki a polgári származású Leopoldine Hofmannt, a későbbi Waideck bárónőt vette feleségül (morganatikus házasságban).
- Miksa (Massimiliano) Károly Mária főherceg (1830–1839), gyermekként meghalt.

Gyermekkorát a milánói alkirályi udvarban töltötte. Szülei az 1848 márciusában kitört itáliai forrongások elől Dél-Tirolba költöztek. Amikor a forradalmakat leverték, és a neoabszolutista kormányzati vonal jutott érvényre, a liberális elveket valló id. Rainer főherceg visszavonult a politikától, és többé nem is tért vissza a Lombard–Velencei Királyságba.

### Katona és politikus
Lipót Lajos főherceg apja példáját követve katonai pályára lépett. Tanulmányainak végeztével szolgálatba lépett. A tiszti képzés fokozatain és különféle parancsnoki beosztások lépcsőin át végül a császári hadseregben altábornagyi (Feldmarschalleutnant) rangig vitte.
Amikor Ferenc József császár öccse, Ferdinánd Miksa főherceg 1864 márciusában éppen elfogadni készült Mexikó császári koronáját, a császár Lipót főherceget küldte a Miramar-kastélyba azzal a megbízással, hogy beszélje rá Miksa főherceget és feleségét, Sarolta belga királyi hercegnőt, írják alá azt a nyilatkozatot, amelyben lemondanak osztrák trónöröklési jogukról (Ausztria császára ezzel a feltétellel járult hozzá öccsének mexikói császárrá választásához). Miksa főherceg gyanakodva fogadta unokafivérét. Korábban sem állt jó viszonyban Lipóttal, unokafivére valamilyen módon saját előnyöket akar kovácsolni az ő lemondásából. Nem is írta alá lemondó nyilatkozatát mindaddig, amíg 1864. április 9-én bátyja, a császár személyesen meg nem látogatta a Miramar-kastélyban.

### A haditengerészet főparancsnoka
1864 áprilisában Ferenc József császár Miksa főherceg helyére Lipót Lajos főherceget nevezte ki, altengernagyi (Vizeadmiral) rangban, a Császári és Királyi Haditengerészet főparancsnokává (Oberkommandant der Marine), Miksa nagy csalódására és keserűségére. (Ez a beosztás főleg adminisztratív irányító és szervező, valamint protokolláris jelentett).
Lipót Lajos főherceg tengerészeti főparancsnoki hivatali időszakában az osztrák haditengerészet egységei, Wilhelm von Tegetthoff operatív parancsnoksága alatt két jelentős tengeri csatában vettek részt. A második schleswigi háború során, az 1864. május 9-én az Északi-tengeren lefolyt helgolandi tengeri csatában az osztrák–porosz szövetség hadihajói megütköztek egy dán királyi hajórajjal. Az ütközet taktikailag eldöntetlenül végződött, de Tegetthoff mégis elérte célját, a dán hajóraj kénytelen volt feladni a Weser és az Elba német kikötőinek blokádját. Két évvel később, a porosz–osztrák–olasz háború adriai frontján, az 1866. július 20-án lezajlott lissai tengeri csatában Tegetthoff ellentengernagy hajóraja, amely gyenge és elavult hajókból állt, a Lissa-sziget mellett támadást intézett egy erős olasz hajóraj ellen, szétverte azt, több páncélozott olasz csatahajót elsüllyesztve.
A lissai csata tapasztalatainak elemzése világosan megmutatta, hogy a parancsnok személyes bátorsága kivételes esetben győzelmet hozhat, de az osztrák hadiflotta jelentős és alapos technológiai fejlesztésekre szorul. Amikor Lipót Lajos főherceg átvette a hadiflotta főparancsnoki tisztségét, még befejeztette azokat a hadihajókat, amelyek már építés alatt álltak, és új, korszerű csatahajók tervezését rendelte el. Szolgálati ideje alatt azonban csak két komolyabb hadihajó építésébe fogtak bele: a Lissa páncélos csatahajó és a Helgoland csavargőzös ágyúnaszádot, mindkettő építését 1867-ben kezdték el.
1867-ben a Kiegyezéssel megszületett a dualista kormányzatú Osztrák–Magyar Monarchia. A császári haditengerészeti szolgálatot újjáalakították Császári és Királyi Haditengerészet (K.u.K. Kriegsmarine) néven, (amit időnként Osztrák–Magyar Haditengerészetnek is neveztek).
1868. február 25-én a császár visszahívta Lipót Lajos főherceget. Helyére Tegetthoff admirálist nevezte ki a teljes Császári és Királyi Haditengerészet parancsnokává (Kommandant der Marine), és a Hadügyminisztériumban újonnan létesített Haditengerészeti Szekció első vezetőjévé (Chef der Marinesektion). A következő években Tegetthoff, a vezérkar bizalmatlanságát és ellenállását legyűrve, rövid idő alatt újjászervezte és korszerűsítette a Császári és Királyi Haditengerészetet.
Lipót Lajos főherceg sohasem nősült meg, gyermekei sem születtek. Epilepsziában szenvedett, ez fiatalabb korában még nem akadályozta komolyabban a katonai és hivalanoki szolgálat ellátásában, az idő előrehaladtával azonban állapota rosszabbodott. Amikor parancsnoki szolgálata a Császári és Királyi Haditengerészetnél véget ért, visszavonult az apjától örökölt alsó-ausztriai birtokaira. Többé nem vett részt a közéletben. Betegsége miatt 1880-ban a formális katonai szolgálatot is letette.
Baden közelében, a Hörnstein (ma: Hernstein) kastélyban élt magányosan, itt is hunyt el 1898. május 24-én, 75 éves korában. A Habsburg-család hagyományos temetkezőhelyén, a bécsi kapucinusok templomában, a Ferdinánd-kriptában helyezték örök nyugalomra.

## Külső hivatkozások
- Életrajzi adatai (The Peerage)
- Nyughelye, a bécsi Kapuzinergruft